# Губернаторство Чилое
Губернаторство Чилое (ісп. Gobierno de Chiloé) — адміністративна одиниця, що існувала в 1567—1826 роках в складі генерал-капітанства Чилі віцекоролівства Перу Іспанської імперії. Назва походить від архіпелагу Чилое, де знаходилися столиці губернаторства — Кастро та Анкуд.

## Історія

Зміна території губернаторства (1568—1826) та провінції (1826—1976) Чилое

Губернаторство засноване 1567 року після завоювання архіпелагу іспанцями. Губернаторство належало до генерал-капітанства Чилі, яке, в свою чергу, було частиною віцекоролівства Перу. Спочатку губернатори призначалися королями Іспанії, проте з 1767 року це право належало віцекоролям Перу. На відміну від кабільдо міста Кастро, губернаторство Чилое було представництвом колоніальної влади Іспанської імперії.
Спершу столицею губернаторства було місто Кастро. У середині XVII століття столиця переїхала до Карелмапу. 1654 року її перенесли до Чакао. 1767 року вона остаточно була розміщена в Сан-Карлос-де-Чилое (сучасний Анкуд). Католицькі парафії губернаторства Чилое належали до архідієцезії Консепсьйон.
На прохання віцекороля Перу Мануеля де Амата-і-Хуньєта король Іспанії Карл III 1767 року передав право призначення губернаторів Чилое віцекоролям Перу.
Указом від 28 березня 1768 року віцекороль відокремив губернаторство Чилое від генерал-капітанства Чилі. 1780 року Карл III повернув Чилое під юрисдикцію Чилі.
Через суперечності між керівництвом губернаторства та місцевим кабільдо і скарги останнього до уряду в Лімі 1784 року Карл III перетворив його на інтендантство Чилое. Інтендантом було призначено Франсіско Уртадо дель Піно. Проте в 1789 році король Карл IV ліквідував інтендантство у зв'язку з різними проблемами за час правління Уртадо.
1793 року було відкрито Королівську дорогу — сухопутний шлях, який з'єднував Чилое та Вальдивію. Це сприяло тому, що неодноразово зруйноване арауканами місто Осорно було заново засноване.
Після ліквідації віцекоролівства Перу в 1824 році у зв'язку з географічними чинниками губернаторство Чилое залишалося ізольованим від решти Чилі. 1826 року воно було приєднане до незалежної Республіки Чилі, ліквідоване та реорганізоване в провінцію Чилое.

## Губернатори
- Андрес Еррера (?–1643 †)[4]
- Фернандо де Альварадо (1643–?)[4]
- Ігнасіо Каррера Ітургоєн (бл. 1650)[4]
- Антоніо Манрікес де Лара (1680-ті)[5]
- Бартоломе Галлардо[6]
- Хосе Марін де Веласко (1708—1712, 1715—1719)[7][5]
- Блас де Вера Понсе і Леон[5]
- Ніколас Сальво (1719—1723)[8]
- Хуан Давіла де Ерсельєс (1724—1728)[8]
- Франсіско Хосе Сотомайор[9]
- Бартоломе Каррільо[9]
- Алонсо Санчес дель Посо[9]
- Франсіско Гутьєррес де Еспехо (1740—1741)[9]
- Вікторіано Мартінес де Тінео (1743—1748)[10]
- Антоніо Нарсісо де Санта-Марія (1749—1761)[11]
- Хуан Антоніо Гарретон (1761—1765)[12]
- Мануель Фернандес де Кастельбланко (1765—1768)[13]
- Карлос де Беранже Дюзоне (1768–?)[14]
- Антоніо Мартінес і Ла-Еспада[2]

- Франсіско Уртадо дель Піно (інтендант) (1784—1789)

- Франсіско Гарос (1788—1789)[15]
- Педро Каньявераль і Понсе (1789—1790/1791)[15]
- Хуан Антоніо Монтес де ла Пуенте (1797–?)[15]
- Ігнасіо Марія Хустіс і Уррутія[15]
- Антоніо де Кінтанілья (1820—1826)